# Női röplabdatorna az 1976. évi nyári olimpiai játékokon
Az 1976. évi nyári olimpiai játékokon a női röplabdatornát július 19. és 30. között rendezték. A tornán 8 nemzet csapata vett részt. A magyar női röplabda-válogatott negyedik helyezést ért el.

## Lebonyolítás
A 8 résztvevőt 2 darab 4 csapatos csoportba sorsolták. Körmérkőzések döntötték el a csoportok végeredményét. A csoportból az első két helyezett jutott tovább az elődöntőbe, ahonnan egyenes kieséses rendszerben folytatódott a torna. A csoportok harmadik és negyedik helyezettjei az 5–8. helyért mérkőzhettek.

## Csoportkör
| Színmagyarázat                                                             |
| -------------------------------------------------------------------------- |
| A csoportok első két helyezettje bejutott az elődöntőbe.                   |
| A csoportok harmadik és negyedik helyezettjei az 5–8. helyért játszhattak. |

### A csoport
|                    |      | Mérkőzések | Mérkőzések | Szettek | Szettek | Szettek | Pontok | Pontok | Pontok |
| Csapat             | Pont | Gy         | V          | Sz+     | Sz–     | SzA     | P+     | P–     | PA     |
| ------------------ | ---- | ---------- | ---------- | ------- | ------- | ------- | ------ | ------ | ------ |
| Japán (JPN)        | 6    | 3          | 0          | 9       | 0       | MAX     | 135    | 43     | 3,140  |
| Magyarország (HUN) | 5    | 2          | 1          | 6       | 5       | 1,200   | 120    | 132    | 0,909  |
| Peru (PER)         | 4    | 1          | 2          | 4       | 8       | 0,500   | 124    | 154    | 0,805  |
| Kanada (CAN)       | 3    | 0          | 3          | 3       | 9       | 0,333   | 113    | 163    | 0,693  |

| 1976. július 19. 15:30 | Magyarország (HUN) | 0 – 3 | Japán (JPN) |  |
| 1976. július 19. 15:30 | (6–15, 3–15, 4–15) |       |             |  |

| 1976. július 19. 19:30 | Kanada (CAN)                      | 2 – 3 | Peru (PER) |  |
| 1976. július 19. 19:30 | (15–12, 4–15, 10–15, 15–7, 12–15) |       |            |  |

| 1976. július 21. 15:30 | Peru (PER)         | 0 – 3 | Japán (JPN) |  |
| 1976. július 21. 15:30 | (7–15, 4–15, 9–15) |       |             |  |

| 1976. július 21. 19:30 | Kanada (CAN)               | 1 – 3 | Magyarország (HUN) |  |
| 1976. július 21. 19:30 | (13–15, 10–15, 15–9, 9–15) |       |                    |  |

| 1976. július 23. 15:30 | Magyarország (HUN)        | 3 – 1 | Peru (PER) |  |
| 1976. július 23. 15:30 | (7–15, 15–8, 15–3, 16–14) |       |            |  |

| 1976. július 23. 19:30 | Japán (JPN)        | 3 – 0 | Kanada (CAN) |  |
| 1976. július 23. 19:30 | (15–6, 15–2, 15–2) |       |              |  |

### B csoport
|                   |      | Mérkőzések | Mérkőzések | Szettek | Szettek | Szettek | Pontok | Pontok | Pontok |
| Csapat            | Pont | Gy         | V          | Sz+     | Sz–     | SzA     | P+     | P–     | PA     |
| ----------------- | ---- | ---------- | ---------- | ------- | ------- | ------- | ------ | ------ | ------ |
| Szovjetunió (URS) | 6    | 3          | 0          | 9       | 4       | 2,250   | 186    | 137    | 1,358  |
| Dél-Korea (KOR)   | 5    | 2          | 1          | 7       | 7       | 1,000   | 179    | 171    | 1,047  |
| Kuba (CUB)        | 4    | 1          | 2          | 6       | 7       | 0,857   | 150    | 168    | 0,893  |
| NDK (GDR)         | 3    | 0          | 3          | 5       | 9       | 0,556   | 144    | 183    | 0,787  |

| 1976. július 20. 15:30 | Dél-Korea (KOR)             | 1 – 3 | Szovjetunió (URS) |  |
| 1976. július 20. 15:30 | (14–16, 15–12, 2–15, 14–16) |       |                   |  |

| 1976. július 20. 19:30 | NDK (GDR)                 | 1 – 3 | Kuba (CUB) |  |
| 1976. július 20. 19:30 | (15–7, 5–15, 5–15, 13–15) |       |            |  |

| 1976. július 22. 15:30 | Kuba (CUB)                  | 1 – 3 | Szovjetunió (URS) |  |
| 1976. július 22. 15:30 | (9–15, 15–13, 11–15, 10–15) |       |                   |  |

| 1976. július 22. 19:30 | NDK (GDR)                         | 2 – 3 | Dél-Korea (KOR) |  |
| 1976. július 22. 19:30 | (15–5, 15–11, 14–16, 2–15, 13–15) |       |                 |  |

| 1976. július 24. 15:30 | Dél-Korea (KOR)                   | 3 – 2 | Kuba (CUB) |  |
| 1976. július 24. 15:30 | (14–16, 15–4, 15–8, 13–15, 15–10) |       |            |  |

| 1976. július 24. 19:30 | Szovjetunió (URS)                 | 3 – 2 | NDK (GDR) |  |
| 1976. július 24. 19:30 | (15–11, 13–15, 11–15, 15–5, 15–1) |       |           |  |

## Egyenes kieséses szakasz

### Az 5–8. helyért
| 1976. július 26. 13:00 | Kanada (CAN)                     | 2 – 3 | Kuba (CUB) |  |
| 1976. július 26. 13:00 | (15–13, 7–15, 16–14, 9–15, 3–15) |       |            |  |

| 1976. július 26. 15:00 | Peru (PER)                      | 2 – 3 | NDK (GDR) |  |
| 1976. július 26. 15:00 | (11–15, 9–15, 15–8, 15–8, 8–15) |       |           |  |

### Elődöntők
| 1976. július 29. 13:00 | Magyarország (HUN)   | 0 – 3 | Szovjetunió (URS) |  |
| 1976. július 29. 13:00 | (10–15, 10–15, 9–15) |       |                   |  |

| 1976. július 29. 15:00 | Japán (JPN)         | 3 – 0 | Dél-Korea (KOR) |  |
| 1976. július 29. 15:00 | (15–13, 15–6, 15–5) |       |                 |  |

### A 7. helyért
| 1976. július 27. 12:00 | Kanada (CAN)              | 1 – 3 | Peru (PER) |  |
| 1976. július 27. 12:00 | (9–15, 15–12, 4–15, 7–15) |       |            |  |

### Az 5. helyért
| 1976. július 27. 14:00 | NDK (GDR)            | 0 – 3 | Kuba (CUB) |  |
| 1976. július 27. 14:00 | (12–15, 12–15, 8–15) |       |            |  |

### Bronzmérkőzés
| 1976. július 30. 13:00 | Dél-Korea (KOR)             | 3 – 1 | Magyarország (HUN) |  |
| 1976. július 30. 13:00 | (12–15, 15–12, 15–10, 15–6) |       |                    |  |

### Döntő
| 1976. július 30. 15:00 | Japán (JPN)        | 3 – 0 | Szovjetunió (URS) |  |
| 1976. július 30. 15:00 | (15–7, 15–8, 15–2) |       |                   |  |

| Az 1976. évi nyári olimpiai játékok női röplabdatornájának olimpiai bajnoka |
| · JAPÁN · 2. cím                                                            |
| --------------------------------------------------------------------------- |

## Végeredmény
|          |                    |      | Mérkőzések | Mérkőzések | Szettek | Szettek | Szettek | Pontok | Pontok | Pontok |
| Helyezés | Csapat             | Pont | Gy         | V          | Sz+     | Sz–     | SzA     | P+     | P–     | PA     |
| -------- | ------------------ | ---- | ---------- | ---------- | ------- | ------- | ------- | ------ | ------ | ------ |
| Arany    | Japán (JPN)        | 10   | 5          | 0          | 15      | 0       | MAX     | 225    | 84     | 2,679  |
| Ezüst    | Szovjetunió (URS)  | 9    | 4          | 1          | 12      | 7       | 1,714   | 248    | 211    | 1,175  |
| Bronz    | Dél-Korea (KOR)    | 8    | 3          | 2          | 10      | 11      | 0,909   | 260    | 259    | 1,004  |
| 4.       | Magyarország (HUN) | 7    | 2          | 3          | 7       | 11      | 0,636   | 192    | 234    | 0,821  |
|          |                    |      |            |            |         |         |         |        |        |        |
| 5.       | Kuba (CUB)         | 8    | 3          | 2          | 12      | 9       | 1,333   | 267    | 250    | 1,068  |
| 6.       | NDK (GDR)          | 6    | 1          | 4          | 8       | 14      | 0,571   | 237    | 286    | 0,829  |
| 7.       | Peru (PER)         | 7    | 2          | 3          | 9       | 12      | 0,750   | 239    | 250    | 0,956  |
| 8.       | Kanada (CAN)       | 5    | 0          | 5          | 6       | 15      | 0,400   | 198    | 292    | 0,678  |